# Primera División Profesional de Uruguay 2016
La Primera División Profesional de Uruguay 2016 è la 113ª edizione della massima serie del campionato uruguaiano di calcio.

## Stagione

### Novità
La Federazione calcistica dell'Uruguay ha stabilito il ritorno dello svolgimento del campionato nazionale seguendo l'anno solare e non il sistema europeo (inizio in autunno per finire a primavera dell'anno dopo). Ha comunque inaugurato un campionato di transizione con partite di sola andata per sopperire alla mancanza di un torneo di calcio per l'autunno e l'inverno.

### Formula
Il campionato è composto da 15 giornate alla fine dei quali la prima classificata verrà decretata campione nazionale. Le prime quattro classificate, parteciperanno alla Coppa Sudamericana 2017
Per l'unica retrocessione si ricorre al promedio: si sommano i risultati conseguiti nella stagione attuale e nelle due stagioni precedenti per un totale di 75 partite. Per le squadre promosse nella scorsa stagione, i punti verranno divisi per 45, per le neopromosse 15. L'ultima classificata viene retrocessa in Segunda División.

## Squadre partecipanti
| Club              | Città                  |
| ----------------- | ---------------------- |
| Boston River      | Montevideo             |
| Cerro             | Montevideo             |
| Danubio           | Montevideo             |
| Defensor Sporting | Montevideo             |
| Fénix             | Montevideo             |
| Juventud          | Las Piedras            |
| Liverpool M.      | Montevideo             |
| Mont. Wanderers   | Montevideo             |
| Nacional          | Montevideo             |
| Peñarol           | Montevideo             |
| Plaza Colonia     | Colonia del Sacramento |
| Racing Montevideo | Montevideo             |
| Rampla Juniors    | Montevideo             |
| River Plate       | Montevideo             |
| Sud América       | San José               |
| Villa Española    | Montevideo             |

### Classifica finale
|  | Pos. | Squadra              | Pt | G  | V  | N | P  | GF | GS | DR  |
|  | ---- | -------------------- | -- | -- | -- | - | -- | -- | -- | --- |
|  | 1.   | Nacional             | 34 | 15 | 11 | 1 | 3  | 27 | 12 | +15 |
|  | 2.   | Montevideo Wanderers | 29 | 15 | 8  | 5 | 2  | 22 | 14 | +8  |
|  | 3.   | Danubio              | 29 | 15 | 9  | 2 | 5  | 24 | 19 | +5  |
|  | 4.   | Defensor Sporting    | 25 | 15 | 7  | 4 | 4  | 22 | 15 | +7  |
|  | 5.   | Liverpool (M)        | 24 | 15 | 6  | 6 | 3  | 16 | 13 | +3  |
|  | 6.   | Boston River         | 22 | 15 | 5  | 7 | 3  | 19 | 11 | +8  |
|  | 7.   | Cerro                | 22 | 15 | 6  | 4 | 5  | 16 | 15 | +1  |
|  | 8.   | Racing Montevideo    | 20 | 15 | 5  | 5 | 5  | 24 | 26 | -2  |
|  | 9.   | Fénix                | 19 | 15 | 5  | 4 | 6  | 19 | 19 | 0   |
|  | 10.  | River Plate (M)      | 18 | 15 | 5  | 3 | 7  | 18 | 28 | -10 |
|  | 11.  | Juventud             | 17 | 15 | 4  | 5 | 6  | 9  | 11 | -2  |
|  | 12.  | Sud América          | 17 | 15 | 5  | 2 | 8  | 17 | 20 | -3  |
|  | 13.  | Rampla Juniors       | 17 | 15 | 4  | 5 | 6  | 9  | 16 | -7  |
|  | 14.  | Peñarol              | 15 | 15 | 4  | 3 | 8  | 17 | 20 | -3  |
|  | 15.  | Plaza Colonia        | 12 | 15 | 2  | 6 | 7  | 16 | 24 | -8  |
|  | 16.  | Villa Española       | 7  | 15 | 1  | 4 | 10 | 14 | 26 | -12 |

### Retrocessione
|  | Pos. | Squadra              | G  | 2014-15 | 2015-16 | 2016 | Prom  | Pt  |
|  | ---- | -------------------- | -- | ------- | ------- | ---- | ----- | --- |
|  | 1.   | Nacional             | 75 | 63      | 54      | 34   | 2,013 | 151 |
|  | 2.   | Peñarol              | 75 | 55      | 58      | 15   | 1,707 | 128 |
|  | 3.   | Defensor Sporting    | 75 | 48      | 42      | 25   | 1,533 | 115 |
|  | 4.   | Danubio              | 75 | 49      | 35      | 29   | 1,507 | 113 |
|  | 5.   | River Plate (M)      | 75 | 54      | 41      | 18   | 1,507 | 113 |
|  | 6.   | Montevideo Wanderers | 75 | 34      | 48      | 29   | 1,480 | 111 |
|  | 7.   | Boston River         | 15 | -       | -       | 22   | 1,467 | 22  |
|  | 8.   | Cerro                | 75 | 34      | 52      | 22   | 1,440 | 108 |
|  | 9.   | Liverpool (M)        | 45 | -       | 40      | 24   | 1,422 | 64  |
|  | 10.  | Fénix                | 75 | 37      | 46      | 19   | 1,360 | 102 |
|  | 11.  | Sud América          | 75 | 42      | 43      | 17   | 1,360 | 102 |
|  | 12.  | Plaza Colonia        | 45 | -       | 49      | 12   | 1,356 | 61  |
|  | 13.  | Juventud             | 75 | 45      | 33      | 17   | 1,267 | 95  |
|  | 14.  | Racing Montevideo    | 75 | 45      | 31      | 20   | 1,280 | 96  |
|  | 15.  | Rampla Juniors       | 15 | -       | -       | 17   | 1,133 | 17  |
|  | 16.  | Villa Española       | 15 | -       | -       | 7    | 0,467 | 7   |

Legenda:
      Retrocesse in Segunda División Profesional de Uruguay 2016-2017